# 大坂鎮台
大坂鎮台（おおさかちんだい）は、明治新政府が1868年2月16日（慶応4年（明治元年）1月22日）大坂に設けた鎮台で   、同年2月21日（1月27日）に大坂鎮台を大坂裁判所に改称した  。

## 概要
大坂鎮台は、鳥羽・伏見の戦いが決着してまもない戊辰戦争の最中に、新政府が支配下に入れた大坂に置いた 。同時に兵庫鎮台を置いている 。
1868年2月16日（慶応4年（明治元年）1月22日）に、公卿の醍醐忠順大納言と宇和島藩主伊達宗城が大坂鎮台を命ぜられた 。三職の分課職制を定めたときに内国事務総督は鎮台を督すとしており 、醍醐忠順は参与職・内国事務掛・大坂鎮台（摂・泉兼勤）とされた 。大坂鎮台は官庁の名でもあり、両人の官職の名でもあるようである。
法令全書の注記に「大阪鎮台ヲ置クノ令他ニ見ル所ナシ姑ク之ヲ存ス」とあるように権限や職掌についての定めがないまま、同年2月21日（1月27日）に大坂鎮台を大坂裁判所と改称し、醍醐忠順はその総督、伊達宗城はその副総督となることが決められた 。